# 大原荘
大原荘（おおはらのしょう）は、甲斐国（山梨県）の荘園。富士北麓の河口湖南岸（富士河口湖町）に所在。

## 大原荘の立地と加藤氏

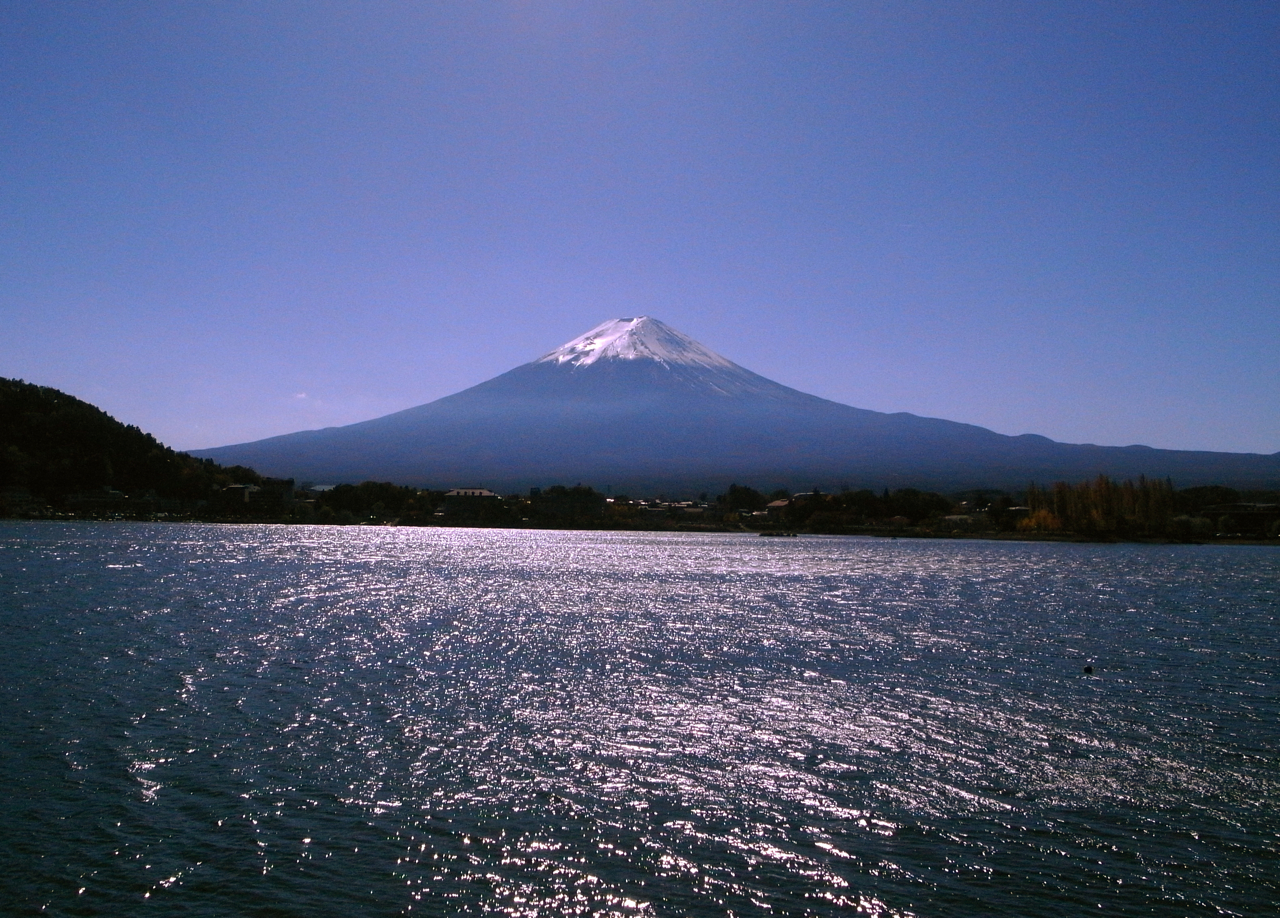
河口湖と富士山

河口湖は甲斐国東部の郡内地方南部に位置する。甲斐では甲府盆地の国中地方に比べて郡内に成立した荘園は少なく、大原荘のほかに大月市初狩町付近に所在した波加利荘（はかりのしょう）の存在が知られる。
大原荘に関する史料上の初見は「加藤遠山系図」で、加藤景廉（左衛門尉、大夫判官）娘で中村太郎の室となった女子の所領として「甲斐国大原庄」が見られ、加藤氏が大原荘の地頭であったことが確認される。
加藤氏は藤原利仁あるいは能因法師を祖とする一族で、『源平盛衰記』に拠れば、伊勢国に在住していたが東国に移り住み、伊豆国を拠点にしていたという。『源平盛衰記』に拠れば、加藤光員は工藤茂光の婿となり伊豆狩野荘内牧郷を分与されて本領としたという。また、光員の弟・景廉は工藤祐経と争い、安元2年（1176年）に殺害された河津祐泰の本領であった伊豆河津荘を建久4年（1193年）の祐経の没後に伝領している。
加藤氏には他に頼朝から新恩として美濃国の遠山荘・小木曽荘、遠江国の浅羽荘、備前国の長田荘、上総国の角田荘が給付されている。『吾妻鏡』に拠れば甲斐には源頼朝の挙兵に際して甲斐源氏の一族とともに行動を共にした工藤景光・行光父子の存在がいることから（甲斐工藤氏）、大原荘は加藤氏が甲斐工藤氏とも姻戚関係にあり、景廉が当荘を伝領した可能性が考えられている。
『吾妻鏡』治承4年（1180年）8月28日条に拠れば、加藤光員・景廉は同年8月13日の石橋山の戦いにおいて頼朝方に敗れると、駿河国大岡牧（静岡県沼津市）において出会うと「富士山麓」に逃れており、甲斐工藤氏を頼り当荘に潜伏していた可能性が考えられている。

## 室町・戦国期の様相
室町・戦国期にも大原荘に関する記録が散見される。江戸時代後期に編纂された『甲斐国志』に拠れば、南北朝時代には現・富士河口湖小立の常在寺に伝来する日授（貞和（1345年）元年没）『円極実義抄』に大原荘に関する記録が見られる。『円極実義抄』下巻の奥書は某年6月24日の年記を持ち、「甲斐国都留郡大原庄小館常在寺」と記述されている。また、常在寺に伝来する年代不詳『雲州往来』奥書にも大原荘に関する記述が見られる。
文明7年（1475年）8月3日には冨士御室浅間神社の神田の境を記した小林正喜証文（「冨士御室浅間神社文書」）奥書に「大原かた山御むろのかきとりの御方へ」の覚書が見られる。また、富士河口湖町大嵐の蓮華寺が所蔵する文亀3年（1503年）9月8日の年記を持つ日蓮像台座の墨書銘には「大原之庄内大嵐郷」の記載が見られる。
戦国時代には富士北麓の年代記である『勝山記』では富士北麓の広域呼称として「大原」の地名が見られる。『勝山記』原本の筆写は天文年間に吉田（富士吉田市）に在住していたが、吉田に対する広域呼称として「大原」が用いられており、河口湖は「大原ノ海」「大原海ミ」、鵜の島は「大原ノ嶋」と呼称されている。
『勝山記』によれば、明応7年（1498年）8月28日の嵐では、西海・長浜・大和田などの地域が「大原悉ク」山津波に遭い多くの死者を出したという。
永正18年/大永元年（1521年）2月18日には甲斐守護・武田信虎が都留郡の小山田氏を訪問する途中で、「大原舟津」（現・富士河口湖町船津）に所在する小林宮内丞（小林尾張守）を訪ね一泊し、翌日には小山田氏の居館である中津森館（都留市中津森）へ向かったという。
小林氏は小山田氏の家老で、当荘において勢力を持った土豪として知られる。『勝山記』永正18年条に登場する二代小林尾張守は小林正喜の子孫で、この系統は代々、宮内丞・尾張守を名乗る一族で、船津から下吉田を勢力圏とした。二代・小林尾張守は初代尾張守（道光）の子である。

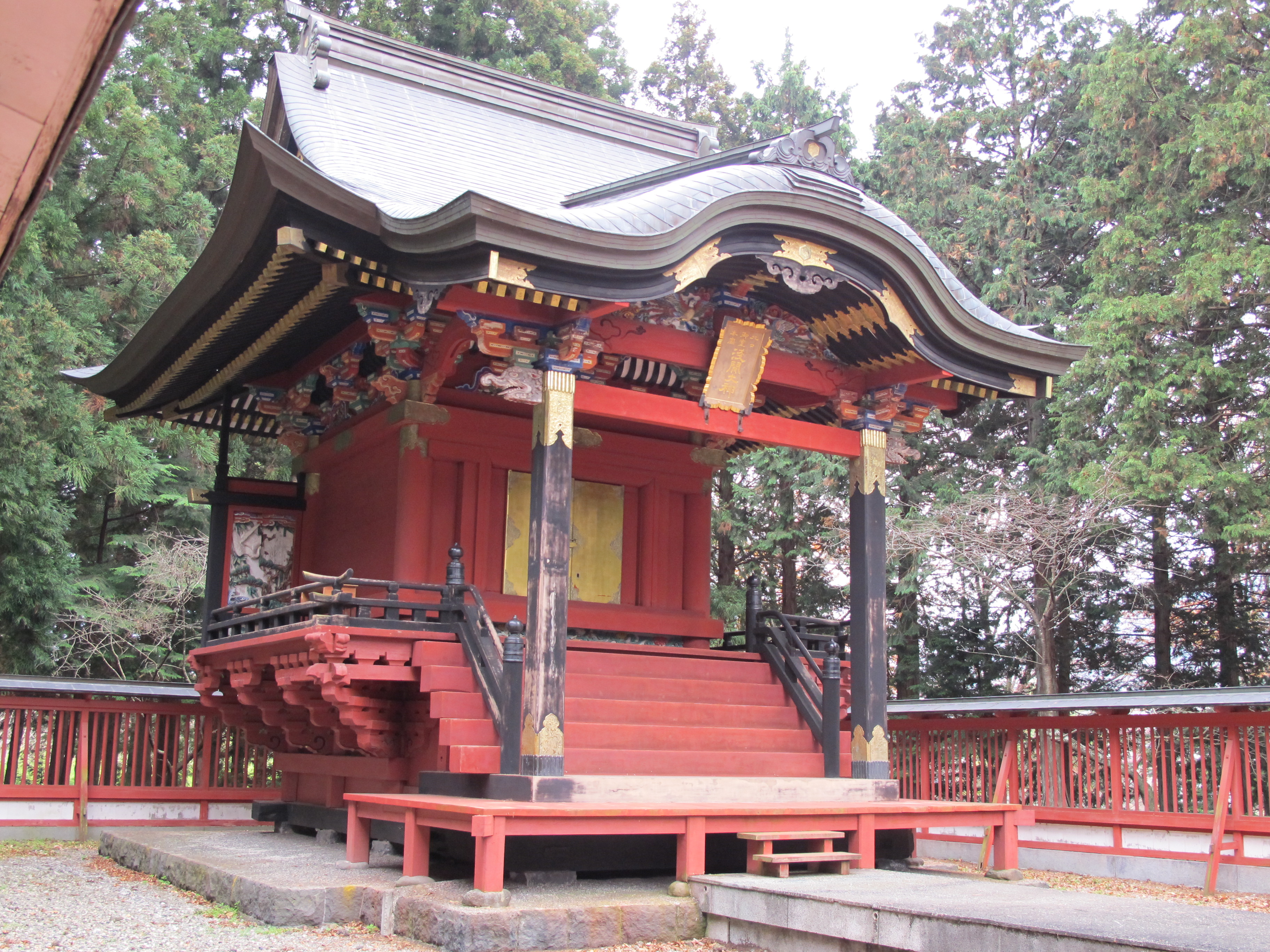
富士河口湖町・冨士御室浅間神社

## 近世の大原荘
広域呼称としての「大原」は近世・江戸時代においても見られ、慶長8年（1603年）9月3日の鳥居家代官連署証文（「冨士御室浅間神社文書」）では「大原七ヶ郷百姓衆井成沢善四郎」と見える。『甲斐国志』では、大石・小立・船津・長浜・大嵐・勝山・成沢の七ヶ村を「大原庄七郷」と呼称している。
また、近世には富士河口湖町勝山の冨士御室浅間神社が大原七郷の産土神であったという。